# Peter Jäger
Peter Jäger (né en 1968) est un arachnologiste allemand.
Il dirige le département d'arachnologie du Muséum Senckenberg de Francfort en Allemagne.
Il a nommé l'espèce  Heteropoda davidbowie en l'honneur du chanteur David Bowie,.